# Wolfgang Koeppen
Wolfgang Koeppen (vlastním jménem Wolfgang Arthur Reinhold Köppen, 23. června 1906 Greifswald – 15. března 1996 Mnichov) byl německý spisovatel. Dle literárního kritika Marcela Reicha-Ranického patří k nejvýznamnějším německým poválečným autorům.

## Biografie
Narodil se jako nemanželské dítě, v jeho dvou letech se odstěhoval spolu s matkou z Greifswaldu ke strýci do polského Ortelsburgu, odkud se zase roku 1919 navrátil zpět do rodného Greifswaldu.